# Hengchun-Erdbeben 2006
Am 26. Dezember 2006 ereignete sich um 20:26 Uhr Ortszeit ein Erdbeben bei Hengchun, mit Epizentrum nahe der Südspitze der Insel Taiwan.

## Verlauf
Das Epizentrum des Hauptbebens mit Magnitude 6,7 ML bzw. 7,1 Mwb lag etwa 22,8 km südwestlich der Küste der taiwanischen Gemeinde Hengchun (90 Kilometer südlich von Kaohsiung) in der Formosastraße, der Bebenherd in etwa 10 km Tiefe. Danach ereigneten sich noch zwei größere Nachbeben ungefähr 8 Minuten später (20:34 Uhr; 6,4 ML bzw. 6,9 Mw) und 14 Minuten später (20:40 Uhr; 5,2 ML), sowie zahlreiche schwächere Nachbeben. Die durch das Beben verursachten Gebäudeschäden hielten sich vergleichsweise in Grenzen und beschränkten sich auf die Umgebung von Hengchun. Ein vierstöckiges Geschäftshaus stürzte – vermutlich aufgrund Instabilität des Erdgeschosses – ein und drei Wohnhäuser wurden schwer beschädigt. Zahlreiche kleinere Feuer brachen aus, die rasch gelöscht wurden. 134 Schulgebäude erlitten Schäden und ein Teil der historischen Altstadtmauer von Hengchun stürzte ein. Insgesamt kamen zwei Personen ums Leben und 45 weitere wurden verletzt.
Da sich das Beben unter dem Meeresboden ereignete, wurde eine Tsunami-Warnung ausgelöst – das Erdbeben ereignete sich auf den Tag genau zwei Jahre nach dem verheerenden Erdbeben und Tsunami im Indischen Ozean 2004. Es wurde jedoch an der nahen taiwanischen Küste und auch in den anderen Anrainerstaaten der Formosastraße bzw. Luzonstraße keine größere Wellenbewegung registriert.
Das an der Südspitze Taiwans liegende Kernkraftwerk Maanshan registrierte die stärksten Erdbewegungen seit Beginn der Aufzeichnungen. Sicherheitshalber wurde Reaktorblock 1 vorübergehend heruntergefahren, während Reaktorblock 2 weiter durchgehend in Betrieb blieb.

## Auswirkungen auf Seekabel-Verbindungen
Taiwan liegt im Bereich der Subduktionszone an der Grenze der Eurasischen und der Philippinischen Platte und wird häufig von kleineren Erdbeben erschüttert. Der vom Hengchun-Erdbeben verursachte Sach- und Personenschaden hielt sich verglichen zu anderen Beben in Taiwan davor und danach (z. B. Jiji-Erdbeben 1999, Kaohsiung-Erdbeben 2016) in Grenzen. Der bei weitem größte wirtschaftliche Schaden wurde durch die Beschädigung von mehreren Seekabeln verursacht. Infolge des Seebebens fielen 7 Unterseekabel aus. Dies hatte gravierende Auswirkungen auf den elektronischen Datenverkehr mehrerer ost- und südostasiatischer Länder. Durch den Ausfall des RNAL-Kabels (Reach North Asia Loop) wurde vor allem Hongkong getroffen. Der Ausfall von APCN System 2 (Asia-Pacific Cable Network) betraf vor allem Taiwan, der Ausfall von APCN2 störte die Verbindungen zwischen Hongkong, Singapur, Malaysia und den Philippinen einerseits nach Japan, Taiwan und Südkorea andererseits. Durch den Einsatz mehrerer Kabelleger wurden die meisten Schäden in den folgenden Wochen repariert.
| Name          | Segment                                                                                          | Unterbrechung (Ortszeit, UTC+8) |
| ------------- | ------------------------------------------------------------------------------------------------ | ------------------------------- |
| RNAL          | Busan (Südkorea) und Tong Fuk (Hongkong)                                                         | 20:43 26. Dez.                  |
| APCN System 1 | Segment B17 (Abzweigung nach Hongkong)                                                           | 02:15 27. Dez.                  |
| APCN System 2 | Segment B5 (Abzweigung nach Taiwan)                                                              | 04:44 27. Dez.                  |
| SEA-ME-WE 3   | Segment 1.8 (Fangshan – BU4) Segment 1.7 (BU3 – BU4)                                             | 20:25 26. Dez.                  |
| APCN2         | Segment 7 (Tanshui – Shantou) Segment 3 (Hongkong – Chongming)                                   | 00:06 27. Dez.                  |
| China-US      | Segment W1 (Shantou – Chongming) Segment W2 (Zweig nach Fangshan) Segment S1 (Shantou – Okinawa) | 20:27 26. Dez.                  |
| FLAG FEA      | Sub-System 8 (Hongkong – Shanghai – Südkorea)                                                    | 04:56 27. Dez.                  |

Seekabel-Schäden nach dem Hengchun-Beben

Der Ausfall der Seekabel machte schlaglichtartig die Bedeutung dieser am Meeresboden verlegten Kommunikationsinfrastruktur für die internationale Wirtschaft und ihre Anfälligkeit gegenüber Seebeben deutlich. In den folgenden Jahren widmeten sich mehrere internationale Konferenzen, wissenschaftliche Publikationen und Schadensanalysen diesem Thema. Heutzutage wird versucht, durch redundante Datennetze und spezielles Seekabel-Design bzw. intensives Monitoring derartigen Schäden vorzubeugen bzw. die Reparatur beschädigter Seekabel möglichst zu beschleunigen.